# Sherburne County
Sherburne County is een county in de Amerikaanse staat Minnesota.
De county heeft een landoppervlakte van 1.130 km² en telt 64.417 inwoners (volkstelling 2000). De hoofdplaats is Elk River.